# Zikakoorts
Zikakoorts is een ziekte die veroorzaakt wordt door het zikavirus dat voornamelijk wordt overgebracht door vrouwelijke steekmuggen. De zikakoorts is over het algemeen een milde aandoening waar geen behandeling voor is. Er zijn echter aanwijzingen dat besmetting met het virus ernstige gevolgen voor de menselijke gezondheid kan hebben, met name voor de foetus, het zou microcefalie kunnen veroorzaken.

## Symptomen
Het is niet eenvoudig om de diagnose te stellen van zikakoorts. De symptomen lijken erg op die van een dengue- of chikungunya-infectie en kunnen door elkaar gehaald worden. Als pijnbestrijder mag slechts paracetamol worden gebruikt, omdat aspirine en NSAID's bloedingen kunnen geven bij een co-besmetting met dengue.
De symptomen van zikakoorts die overeenkomen met die van dengue zijn: koorts, conjunctivitis (ontsteking van bindvlies van het oog), tijdelijke gewrichtsklachten vooral in handen en voeten en maculopapulaire huiduitslag (met vlekken en knobbeltjes).

## Behandeling
Er is geen behandeling voor de zikakoorts, maar de ziekte gaat vaak vanzelf weer over.

## Besmetting en incubatietijd
De besmetting kan plaatsvinden door verschillende muggensoorten, Aedes aegypti (de denguemug die ook buiten Afrika voorkomt), Aedes albopictus (de tijgermug), Aedes africanus, maar ook door Aedes hensilli en Aedes polynesiensis. Vermoed wordt dat buiten periodes van uitbraak bij mensen de circulatie van het virus onderhouden wordt tussen muggen en apen.
Er zijn aanwijzingen voor overdracht (van moeder naar kind) tijdens de zwangerschap. Er zijn ook aanwijzingen van seksuele overdracht bij onbeschermde gemeenschap, omdat het virus in sperma is aangetoond, maar deze route is tot 2016 slechts zelden aangetoond. Ook wordt gedacht dat overdracht via speeksel en bloedtransfusie kan optreden.
De incubatietijd bedraagt 3 tot 12 dagen. Wetenschappers vermoedden in 2016 dat een besmetting tot levenslange immuniteit leidt.
Een mug kan vanaf 8 à 14 dagen na een maaltijd met besmet bloed de ziekte overbrengen. Zij blijft besmettelijk tot haar dood, maximaal enkele weken later. Mogelijk brengt ze het virus ook over op haar eieren, die langdurig een droge periode kunnen weerstaan en vervolgens kunnen uitgroeien tot besmettelijke volwassen muggen. Braziliaanse onderzoekers beweren echter dat een besmetting met het virus mogelijk het syndroom van Guillain-Barré kan veroorzaken.

## Zwangerschap en reisadvies
Er zijn aanwijzingen dat het virus bij zwangerschap soms ernstige gevolgen kan hebben voor het ongeboren kind. Het kind zou als gevolg van het virus microcefalie kunnen ontwikkelen, een te kleine schedelomvang met grote gevolgen voor de verdere ontwikkeling. Hierbij komt het kind met een te klein hoofd ter wereld en door aantastingen van het centraal zenuwstelsel kan het klachten overhouden zoals een matige tot ernstige verstandelijke beperking, een vertraagde motorische ontwikkeling en aangeboren afwijkingen in diverse orgaansystemen. Er is een grote toename van baby's met microcefalie gevonden tijdens de epidemie van zikakoorts in Brazilië. Volgens een groep Argentijnse artsen en een Braziliaanse organisatie voor publieke gezondheidszorg zou de oorzaak daarvan echter niet in het virus, maar in het bestrijdingsmiddel pyriproxyfen moeten worden gezocht. Zij wijzen daarbij o.a. op het feit dat in Colombia bij ruim 3.000 zwangere vrouwen een besmetting met het virus is geconstateerd, zonder dat daar microcefalie of een andere hersenaandoening is vastgesteld.
Voor landen met een epidemie raadde het Nederlandse Rijksinstituut voor Volksgezondheid en Milieu eind januari 2016 zwangere vrouwen aan om daar niet naartoe te gaan. Ook de Amerikaanse CDC ontraadt zwangeren een reis naar gebieden waar het virus circuleert. Brazilië raadde in december 2015 vrouwen zelfs af om zwanger te worden.
De risico's voor het ongeboren kind zijn waarschijnlijk het grootst bij besmetting tijdens de eerste drie maanden (het eerste trimester), maar dit is nog onvoldoende onderzocht. Mogelijk hebben zwangere vrouwen ook kans op een ernstiger verloop van de ziekte.
Op korte termijn kan koorts optreden en op langere termijn kunnen verlammingen optreden of ongevoeligheid van delen van het lichaam. Er is geen specifieke behandeling, maar paracetamol kan de symptomen verlichten. Ziekenhuisopnamen zijn zelden nodig.

## Verspreiding van het virus en uitbraken van zikakoorts

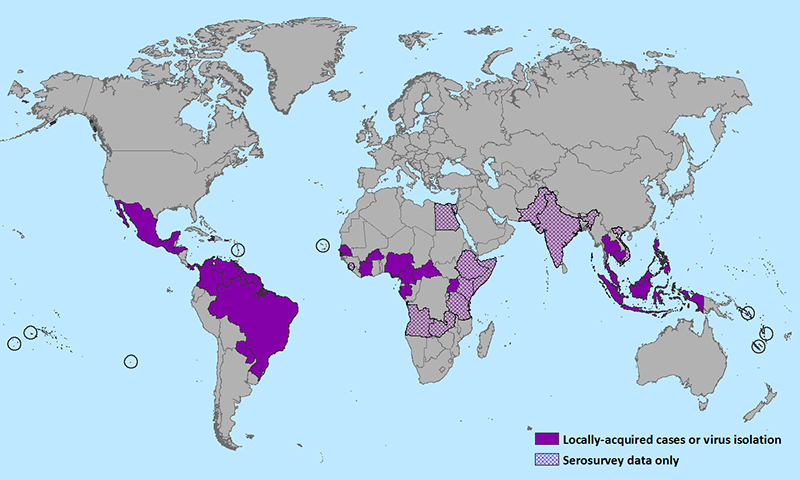
Verspreiding van het virus in januari 2016

Het zikavirus is in 1947 voor het eerst waargenomen in het Zikawoud (Entebbe, Oeganda), bij een onderzoek naar de transmissie van gele koorts bij resusmakaken. Een besmetting met het zikavirus bij de mens werd in 1954 voor het eerst aangetoond, in Nigeria.
In 2007 is de ziekte bij 180 mensen beschreven in Micronesië, met name op het Yap-eiland.
Eind 2013 werd het zikavirus bij ongeveer 10.000 patiënten gevonden in Frans-Polynesië.
De virusuitbraak van mei 2015 in Brazilië verspreidde zich over andere landen in Zuid- en Midden-Amerika. Gezien de omvang van het gebied wordt in 2015 en 2016 van een pandemie gesproken. In januari 2016 waren zoveel ziektegevallen in Zuid-Amerika vastgesteld dat overheden in verschillende landen vrouwen met een kinderwens afraadden om zwanger te worden. Op 20 januari 2016 werd het eerste geval op Curaçao bevestigd. In Suriname komen eveneens besmettingen voor. Meldingen van de ziekte waren er begin 2016 ook van de Malediven, Thailand, Kaapverdische Eilanden, Salomonseilanden, Fiji en Nieuw-Caledonië. Tussen oktober 2015 en januari 2016 werden in Duitsland vijf gevallen geconstateerd. Het waren zover bekend de eerste waarnemingen in Europa. Op 4 februari 2016 werd het virus vastgesteld bij een zwangere vrouw in Noordoost-Spanje die daarvoor in Colombia was geweest.
Op 1 februari 2016 riep de Wereldgezondheidsorganisatie de zikavirusuitbraak uit tot een internationale noodsituatie.
De autoriteiten in Rio de Janeiro maakten plannen bekend om verspreiding van het zikavirus tijdens de Olympische Zomerspelen 2016 in die stad te voorkomen.
Op 22 maart 2016 werd het eerste geval van het virus in Zuid-Korea gemeld.

## Verwante ziekten
- dengue
- gele koorts
- Japanse encefalitis
- westnijlkoorts